# مسجد إيرابترا
مسجد إيرابترا (باليونانية: Τζαμί της Ιεράπετρας)‏، المعروف سابقًا باسم مسجد الحميدية Hamidiye Mosque: هو مسجد عثماني تاريخي يقع في بلدة إيرابترا، في جزيرة كريت، اليونان. مثل المساجد الأخرى في جزيرة كريت، فهو اليوم ليس مفتوحًا للعبادة.

## الوصف
بناءً على النقش الموجود في المسجد نفسه، فقد تم تشييده تقريبًا في 1891-1892، ربما في موقع مسجد سابق أو ربما كنيسة مخصصة للقديس يوحنا. انهار الجزء العلوي من المئذنة خلال زلزال 1953.

## أنظر أيضا
- الإسلام في اليونان
- قائمة مساجد اليونان
- قائمة المساجد السابقة في اليونان
- اليونان العثمانية